# フェラーリ・テスタロッサ
テスタロッサ（Ferrari Testarossa ）は、フェラーリが製造したスーパーカーである。テスタロッサはイタリア語の「赤い頭」でかつての名車250TR、500TRと同様エンジンのカムカバーが赤く塗られているところから名付けられた。

## 概要

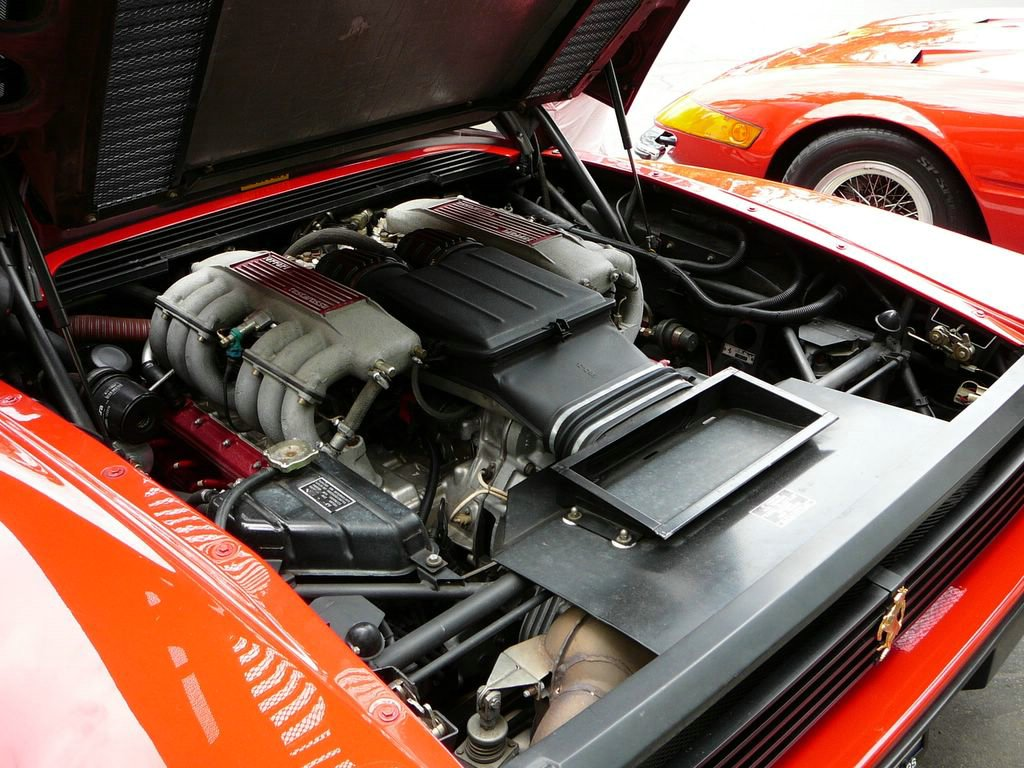
180°V型12気筒エンジン

1984年10月のモンディアル・ド・ロトモビルで発表され、記者発表はパリのシャンゼリゼ通りにあるキャバレー「リド」で行われた。それまでのフェラーリ・512BBiからフラグシップの座を引き継いだ。車名はそれまでの数字とアルファベットの組み合わせではなく、往年の名レーシングカーの車名をリバイバルさせ、テスタロッサという車名も1960年代の250テスタロッサ、500テスタロッサに由来し、これら同様にカムカバーは赤く塗られている。
エンジンはバンク角180度のV型12気筒。内径82mm×行程78mmで排気量は4,943cc、燃料供給はボッシュ製Kジェトロニックと512BBi同様であるが、4バルブ化され吸気効率の向上を狙っている。
欧州モデルの公称出力390PS/6,300rpm、50.0kgm/4,500rpmに対し、日本国内・米国・カナダ向けモデルは排気ガス対策によって380PS/5,750rpm、48kgm/4,500rpmとなり、また1速および2速のギヤ比が低いなど、輸出先の国情や法規にあわせていくつかの仕様が存在する。最高速度290km/hまたは300km/h。0-100km/hは5.8秒、0-1,000mは24.1秒とメーカーから発表されている。
キャビンの居住性にも配慮した結果、エンジン搭載位置はリアアクスルの周辺に位置するギアボックス上方へのレイアウトとされたため、必然的に重心位置が上がり、重量配分はリアエンジン車に近いものとなった。加えて、当時厳しくなりつつあった各国の安全基準への対応による重量増加も加わり、一般的にイメージされるクイックなハンドリングのミッドシップスポーツカーよりもグランツーリスモ寄りなハンドリングキャラクターとなっている。
ラジエーターはサイドに搭載されるため車体は幅広く、ドアからリアフェンダーにかけてスリット状のエアインテークが設けられている。
初期型ではイタリアの交通法規に従い、サイドミラーは運転席側のみ、Aピラーの中ほどの高さに配置されている。
ホイールは初期型では16.33インチのマグネシウム製シングルボルトノックオフホイール（センターロック）で、フロントに240/45 VR 415、リアに280/45 VR415のミシュランTRXタイヤを装着した。リアサスペンションは、独立した不等長のウィッシュボーン、コイルスプリング、両側のツインテレスコピックショックアブソーバー、およびアンチロールバーで構成された。ドライブトレインとサスペンション全体は、エンジンとタイミングベルトを修理できるように、車の下から1つのユニットとして取り外されるように設計された。フロントブレーキの直径は309mmで、リアブレーキの直径は310 mmである。

### 沿革

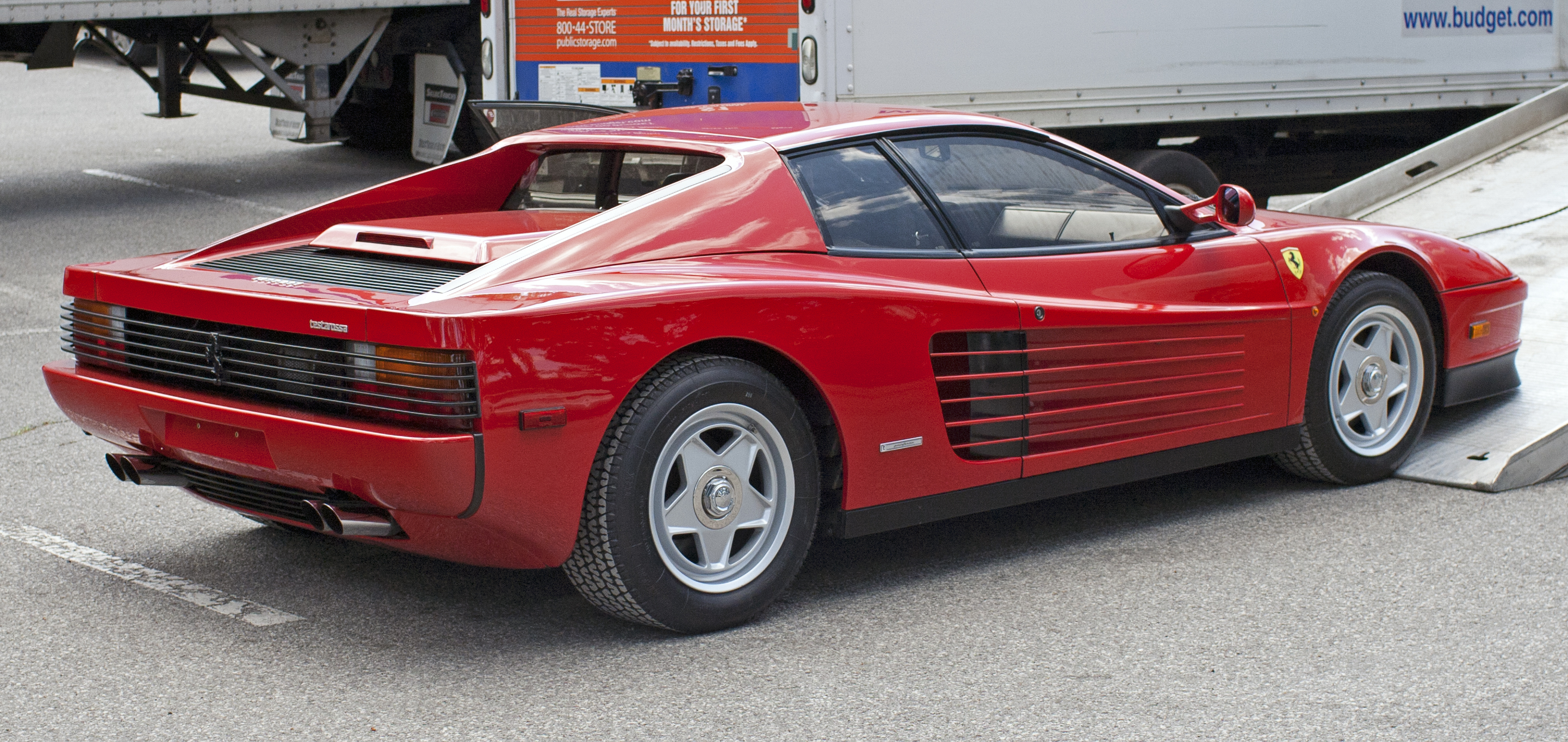
センターロックホイールを装着された1986年モデル。ハブは以前のモデルと同様に機械的にスプラインタイプだが、固定ナットは安全規制で義務付けられているように六角形である。

1986年モデルから、海外諸国の法規も考慮してサイドミラーの位置を一般的なAピラー根本に変更した。またルームミラーの位置が初期型のセンターコンソール前方からアームで吊り下げて固定されているタイプから、フロントガラスに直接貼り付けるタイプに変更された。ホイールは16インチに変更され、幅はフロントで8J、リアで10J。グッドイヤーゲイターバック225 / 50VR16（フロント）と255 / 50VR16（リア）が装着された。また、燃料供給システムがKEジェトロニックに変更された。
1988年モデルの半ばにサスペンションが再設計され、アライメントも変更された。ホイールの固定方式もシングルボルトノックオフセットアップ（センターロック式）から標準の5穴ボルトナットパターンに変更された。
1992年、後継となる512TRの発売に伴い生産終了。

## テスタロッサ・スパイダー
テスタロッサ・スパイダー(Testarossa Spider)。ジャンニ・アニエッリのフィアット代表就任20周年を記念して1986年に製造されたワンオフ・モデル。通常の5速MTに加えて、足の悪いアニエッリのためにオートマチック機能も備えている。また、この機構は彼が所有したF40にも同様の機構が装備されていた。彼のイニシャルAGを銀の元素記号にかけてシルバーに塗られている。